# Le Beausset
Le Beausset är en kommun i departementet Var i regionen Provence-Alpes-Côte d'Azur i sydöstra Frankrike. Kommunen ligger i kantonen Le Beausset som tillhör arrondissementet Toulon. År 2022 hade Le Beausset 10 098 invånare.

## Befolkningsutveckling
Antalet invånare i kommunen Le Beausset
| Referens: INSEE |